# Cryptodus gigas
Cryptodus gigas är en skalbaggsart som beskrevs av Lea 1917. Cryptodus gigas ingår i släktet Cryptodus och familjen Dynastidae. Inga underarter finns listade i Catalogue of Life.